# Giudoco
Giudoco (... – Saint-Josse, 13 dicembre 669) è stato un religioso francese. Il suo culto come santo risale almeno alla fine dell'VIII secolo, quando fu eretto in suo onore un monastero nel luogo dove era vissuto.

## Biografia
Le notizie su Giudoco provengono da una Vita anonima del IX secolo, ampliata nell'XI da Isembardo di Fleury e dall'abate Fiorenzo di Saint-Josse.
Figlio secondogenito di Giutaele, re di Dumnonia, fu allevato nel monastero di Lan-Maëlmon, presso Dinan. Divenuto adulto, respinse l'offerta del fratello maggiore Giudicaele di diventare re al suo posto e verso il 636, insieme con undici compagni, partì per un pellegrinaggio a Roma.
Ricevette la tonsura e fu poi ordinato sacerdote dal vescovo di Amiens; divenne cappellano di Aimone, duca di Ponthieu, presso il quale rimase per sette anni.
Lasciata la corte di Aimone, fu eremita a Brahic e poi a Runiac; in seguito si ritirò su una collina, dove eresse due oratori dedicati ai santi Pietro e Paolo dai quali ebbe origine l'abbazia di Saint-Josse-au-Mer.
Infine portò a compimento il suo progetto di pellegrinaggio a Roma e morì un 13 dicembre, forse nel 669.

## Culto
I suoi resti furono deposti nella chiesa che egli aveva fondato, da cui si sviluppò l'abbazia di Saint-Josse-au-Mer (sorta verso la fine dell'VIII secolo).
Il monastero era prossimo al porto di Quentovic, punto di sbarco dei pellegrini irlandesi e anglosassoni diretti a Roma, che contribuirono alla diffusione del suo culto.
Nel 903 i monaci abbandonarono Saint-Josse-au-Mer per sfuggire alle incursioni normanne e si rifugiarono in Inghilterra, recando con loro le reliquie del fondatore, ma nel XII secolo i benedettini restaurarono l'abbazia che ebbe presto una filiazione presso Tortefontaine (Saint-Josse-au-Bois, poi passata ai premostratensi).
Anche i monasteri tedeschi e belgi, tedeschi e austriaci che avevano legami con le abbazie di Saint-Josse-au-Mer e di Saint-Josse-au-Bois adottarono il culto di san Giudoco. Il santuario dedicato nel XIV secolo al santo a Blatten ne irradiò il culto in Svizzera.
Il culto di san Giudoco penetrò anche nei paesi scandinavi probabilmente a opera dei missionari provenienti dall'abbazia piccarda di Corbie.
Il suo elogio si legge nel martirologio romano al 13 dicembre.